# Richard Edward Taylor
Richard Edward Taylor   (Medicine Hat, 2 de novembre de 1929 - Stanford, 22 de febrer de 2018) va ser un físic canadenc guardonat amb el Premi Nobel de Física l'any 1990.

## Biografia
Va néixer el 2 de novembre de 1929 a la població de Medicine Hat, situada a la província canadenca d'Alberta. Va estudiar física a la universitat de la població natal, on es llicencià el 1952, i finalment l'any 1962 es va doctorar a la Universitat Stanford.

## Recerca científica
Al costat dels físics Jerome Isaac Friedman i Henry Way Kendall, va investigar l'estructura interna de la matèria gràcies a l'accelerador de partícules lineal de Stanford. A partir de les partícules hipotètiques, descrites per Murray Gell-Mann i George Zweig, Taylor va introduir noves subpartícules anomenades leptons i bosons, confirmant així que els quarks no són únicament un model conceptual de l'estructura de la matèria, sinó una realitat física.
L'any 1990, els tres científics foren guardonats amb el Premi Nobel de Física per les seves investigacions sobre els neutrons i protons, de vital importància en el desenvolupament del model quàntic. El mateix any, Taylor fou invitat pel govern d'Alemanya per dirigir els treballs de construcció d'un accelerador de partícules a Hamburg.